# Ciclismo nos Jogos Olímpicos de Verão de 2024 - Madison feminino
A prova de madison feminino do ciclismo nos Jogos Olímpicos de Verão de 2024 ocorreu em 9 de agosto de 2024 no Velódromo de Saint-Quentin-en-Yvelines, em Montigny-le-Bretonneux. Um total de 30 ciclistas de 15 Comitês Olímpicos Nacionais (CON) participaram do evento.

## Qualificação
Cada Comitê Olímpico Nacional (CON) poderia inscrever uma equipe de duas ciclistas no madison. As vagas são atribuídas ao CON, que seleciona as ciclistas. A qualificação se deu inteiramente através do ranking olímpico da União Ciclística Internacional (UCI) de 2022–24. Os oito primeiros CONs do ranking para a perseguição por equipes também qualificaram automaticamente uma equipe no madison. Outras cinco vagas foram alocadas para CONs subsequentes por meio do ranking.

## Formato
O madison é uma corrida de pontos que envolve todas as 15 equipes competindo ao mesmo tempo e em uma única fase. Uma ciclista de cada equipe compete de cada vez; as duas membros da equipe podem trocar a qualquer momento. A distância é de 120 voltas (30 km). As equipes marcam pontos de duas maneiras: percorrendo o velódromo e em sprints. Uma equipe que ganha uma volta recebe 20 pontos; aquele que perde uma volta tem 20 pontos deduzidos. Cada décima volta é um sprint, com a primeira a terminar a volta ganhando 5 pontos, a segunda 3 pontos, a terceira 2 pontos e a quarta 1 ponto. Os valores dos pontos são duplicados para o sprint final.

## Calendário
Horário local (UTC+2)
| Data                | Hora  | Fase  |
| ------------------- | ----- | ----- |
| 9 de agosto de 2024 | 18:09 | Final |

## Medalhistas
|  | ITA Itália                        |  | GBR Grã-Bretanha         |  | NED Países Baixos                 |
|  | Chiara Consonni Vittoria Guazzini |  | Elinor Barker Neah Evans |  | Lisa van Belle Maike van der Duin |

## Resultados
As equipes com as maiores pontuações após 120 voltas (sendo 12 delas sprints), totalizando 30 km percorridos, conquistam as medalhas.
| Pos.              | Ciclista                            | CON                | Sprint | Sprint | Sprint | Sprint | Sprint | Sprint | Sprint | Sprint | Sprint | Sprint | Sprint | Sprint | Voltas | Voltas | Ordem final | Total |
| Pos.              | Ciclista                            | CON                | 1      | 2      | 3      | 4      | 5      | 6      | 7      | 8      | 9      | 10     | 11     | 12     | +      | −      | Ordem final | Total |
| ----------------- | ----------------------------------- | ------------------ | ------ | ------ | ------ | ------ | ------ | ------ | ------ | ------ | ------ | ------ | ------ | ------ | ------ | ------ | ----------- | ----- |
| Medalha de ouro   | Chiara Consonni Vittoria Guazzini   | ITA Itália         | 2      | 5      |        |        |        |        |        |        | 5      |        | 5      |        | 20     |        | 7           | 37    |
| Medalha de prata  | Elinor Barker Neah Evans            | GBR Grã-Bretanha   | 5      |        | 3      | 3      |        |        | 3      | 5      | 1      | 1      |        | 10     |        |        | 1           | 31    |
| Medalha de bronze | Lisa van Belle Maike van der Duin   | NED Países Baixos  |        |        | 1      |        |        | 2      | 5      |        |        |        |        |        | 20     |        | 8           | 28    |
| 4                 | Jennifer Valente Lily Williams      | USA Estados Unidos |        | 2      | 2      |        | 3      | 5      |        | 2      | 2      |        |        | 2      |        |        | 4           | 18    |
| 5                 | Marion Borras Clara Copponi         | FRA França         | 3      |        | 5      |        | 1      |        | 1      | 1      |        |        | 2      | 4      |        |        | 3           | 17    |
| 6                 | Amalie Dideriksen Julie Norman Leth | DEN Dinamarca      |        | 3      |        | 5      | 2      |        |        |        |        |        |        | 6      |        |        | 2           | 16    |
| 7                 | Daria Pikulik Wiktoria Pikulik      | POL Polônia        |        |        |        | 2      |        | 1      | 2      | 3      | 3      |        | 3      |        |        |        | 5           | 14    |
| 8                 | Bryony Botha Emily Shearman         | NZL Nova Zelândia  | 1      |        |        |        | 5      |        |        |        |        |        | 1      |        |        |        | 6           | 7     |
| 9                 | Georgia Baker Alexandra Manly       | AUS Austrália      |        |        |        | 1      |        | 3      |        |        |        | 2      |        |        |        |        | 13          | 6     |
| 10                | Katrijn De Clercq Hélène Hesters    | BEL Bélgica        |        |        |        |        |        |        |        |        |        | 5      |        |        |        |        | 12          | 5     |
| 11                | Lara Gillespie Alice Sharpe         | IRL Irlanda        |        |        |        |        |        |        |        |        |        | 3      |        |        |        |        | 10          | 3     |
| 12                | Maho Kakita Tsuyaka Uchino          | JPN Japão          |        | 1      |        |        |        |        |        |        |        |        |        |        |        |        | 14          | 1     |
| 13                | Franziska Brauße Lena Reißner       | GER Alemanha       |        |        |        |        |        |        |        |        |        |        |        |        |        |        | 9           | 0     |
| 14                | Michelle Andres Aline Seitz         | SUI Suíça          |        |        |        |        |        |        |        |        |        |        |        |        |        |        | 11          | 0     |
| 15                | Ariane Bonhomme Maggie Coles-Lyster | CAN Canadá         |        |        |        |        |        |        |        |        |        |        |        |        |        | 40     | DNF         | DNF   |